# Melodinus vitiensis
Melodinus vitiensis là một loài thực vật có hoa trong họ La bố ma. Loài này được Rolfe mô tả khoa học đầu tiên năm 1883.